# Aníbal e o governo da Hispânia
A história da Península Ibérica Cartaginesa abrange o período durante o qual a Península Ibérica esteve sob o domínio do Império Cartaginês, desde a conquista por Amílcar Barca em 237 a.C. até à retirada das últimas forças cartaginesas da Ibéria em 206 a.C., durante a Segunda Guerra Púnica contra a República Romana.
Esta presença dos Cartagineses deveu-se sobretudo à necessidade de pagar uma compensação de guerra a Roma, o que, após a derrota de Cartago na Primeira Guerra Púnica, obrigou os Cartagineses a procurar uma fonte de prata suficiente para angariar o montante imposto. Com esta derrota militar, Cartago perdeu também uma fonte de rendimento tão importante como o território ocidental da Sicília, mas, para além disso, perderia também a ilha da Sardenha pouco tempo depois, desta vez no contexto da Guerra dos Mercenários.
Embora esta presença não tenha durado muito tempo, os contactos entre os púnicos e os povos indígenas, a implementação de uma série de mudanças na indústria e na agricultura, bem como o efeito que a cultura e a religião tiveram sobre esta última, modificaram para sempre a sociedade ibérica, que se preparou, assim, de certa forma, para o subsequente aparecimento dos romanos, vencedores da Segunda Guerra Púnica, que permaneceriam na península até ao século VII.
A primeira medida de Aníbal ao assumir o comando da Hispânia foi aumentar e consolidar os ganhos territoriais alcançados por seu irmão Asdrúbal e por seu pai. Durante o primeiro ano, 221 a.C, dominou as tribos na região do Tejo, no ano seguinte, capturou Salamanca.
Utilizou na Hispânia, e mais tarde na Gália e Itália, a cavalaria com duas unidades básicas, a brigada pesada e a ligeira e os fundibulários baleárides, que arremessavam pedras arredondadas ou projéteis de chumbo, os quais Roma incorporou posteriormente aos seus exércitos.
O corpo principal da infantaria era proveniente de Cartago, da Líbia e, agora, da Hispânia. Após sofrer uma série de derrotas durante um desembarque romano na África do Norte, na Primeira Guerra Púnica, o exército cartaginês fora reorganizado por Xantipo, comandante espartano. Ele introduziu o uso da falange, que havia sido usada nas campanhas de Alexandre, o Grande. Aníbal em breve aprenderia dos romanos a utilizar unidades táticas mais ágeis, assim como também a usar a espada dos legionários, no lugar das espadas cortantes de iberos e gauleses. Mas a grande arma cartaginesa, novidade para a Europa, embora familiar no oriente, era o elefante de guerra.

## História

### Antecedentes

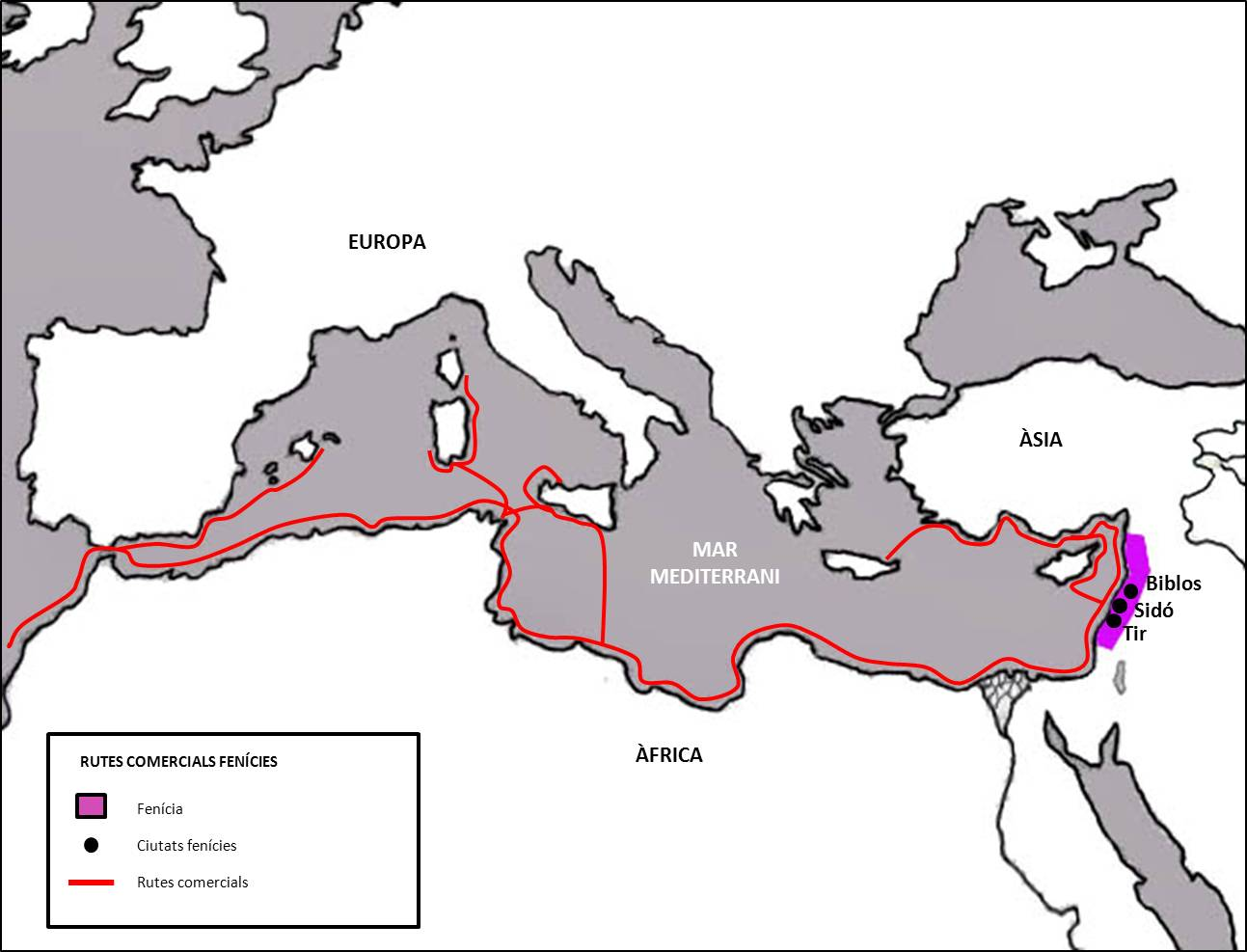
Rotas comercials fenícias.

#### Fenícios e Cartagineses na Península Ibérica antes de 237 a.C.
A presença Fenícia e Púnica na Península Ibérica e a sua influência datam de há muitos anos antes da chegada de Hamílcar Barca e dos Cartagineses. Os primeiros comerciantes fenícios chegaram à Península Ibérica com a intenção de negociar com os nativos; estes compravam objetos manufaturados aos comerciantes, que serviam como elementos de prestígio, enquanto os fenícios fabricavam os seus próprios a partir de metais, escassos no seu local de origem.
Com o passar do tempo, os fenícios criaram colónias comerciais na costa ibérica, que tinham um carácter permanente, pelo que o contacto se tornou contínuo e os povos da península começaram a adotar tradições e costumes orientais. Além disso, estas colónias começaram também a cultivar os seus sertões, pelo que os grupos humanos que as rodeavam aprenderam novas técnicas para melhorar a agricultura. Estes contactos produziriam gradualmente um processo de aculturação, levando os indígenas ibéricos a adorar as divindades orientais ou a acreditar nos mitos fenícios. 

#### Da Primeira Guerra Púnica a 237 a.C.

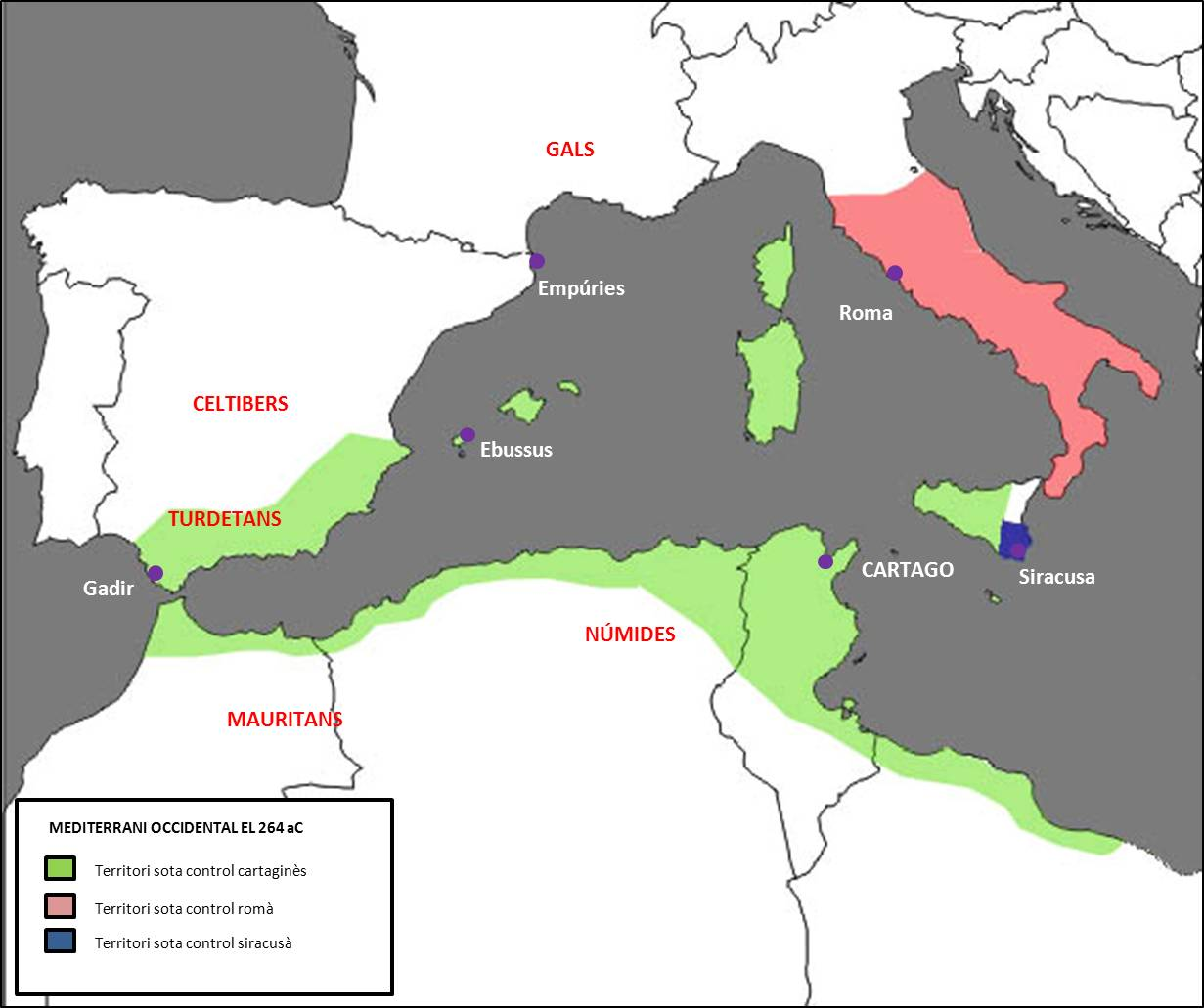
Mapa do Mar Mediterrâneo Ocidental em 264 a.C. Roma aparece a vermelho, Cartago a verde e Siracusa a azul.

Ao longo do século IV, Cartago e Roma estabeleceram-se como as duas principais potências do Mediterrâneo Ocidental; ambas conquistavam uma área de influência cada vez maior. Neste contexto, era apenas uma questão de tempo até que as duas forças colidissem.
Assim, em 262 a.C., eclodiu a Primeira Guerra Púnica que, tal como no caso da Segunda, foi precedida por um pretexto procurado pelos Romanos para iniciar a guerra, ou seja, um casus belli. Neste caso, um pequeno conflito entre Siracusa e os Mamertinos, bandos de soldados da Campânia que se tinham estabelecido recentemente em Messina, acabou por unir romanos e cartagineses. De um lado, então, estavam Siracusa e Cartago, enquanto do outro, romanos e mamertinos.
Apesar da poderosa frota cartaginesa, os romanos acabaram por prevalecer sobre a coligação siracusano-cartaginesa, ocupando a ilha da Sicília e obrigando Cartago a pagar uma grande quantia em reparações de guerra que, mais tarde, teriam grande relevância para os acontecimentos da Península.
Assim, após a Primeira Guerra Púnica (264-241 a.C.), Cartago tinha perdido a sua principal colónia, a Sicília, o que representou um grande revés económico. Este facto, somado à obrigação imposta por Roma de pagar uma reparação de guerra, fez com que a metrópole norte-africana não conseguisse pagar os salários das tropas mercenárias que constituíam grande parte do seu exército. Isto levou à chamada Guerra dos Mercenários (240-238 a.C.), que opôs Cartago às suas tropas mercenárias, que se revoltaram porque as suas expectativas salariais não foram correspondidas. Aproveitando esta situação, Roma anexou a ilha da Sardenha, que até então também se encontrava sob controlo púnico. 
Perante esta situação, Cartago teve de procurar outra área que servisse para pagar a sua dívida a Roma, enquanto recuperava o seu poder económico no Mediterrâneo Ocidental.

## Ataque a Sagunto
Após o acordo com Asdrúbal sobre a definição de esferas de influência, os romanos iniciaram relacionamento diplomático com Sagunto, baseando-se na aliança com Massilia e seguindo o mesmo padrão de interferência anterior na Sicília, que havia precipitado a Primeira Guerra Púnica. Essa "interferência benevolente" era uma técnica romana freqüentemente empregada, que resultou numa intervenção em que aliados de Roma tomaram o poder em Sagunto.

Aníbal e seus homens cruzando os Alpes.

Após dispersar suas tropas no final do ano 220 a.C, Aníbal passara o inverno em Nova Cartago, em companhia de Asdrúbal, e provavelmente, seu irmão mais novo, Magão, onde expõe seus planos de invasão da Itália, através da até então nunca utilizada rota sobre os Alpes.
Em 219, foi dado o primeiro passo para a guerra com o ataque à Sagunto, cidade-forte protegida por muralhas ciclópicas. Sagunto resistiu ao cerco por oito meses, mas caiu afinal, em meio aos massacres e saques. Uma grande porção da pilhagem foi enviada a Cartago como uma prenda de mais uma conquista. As notícias  chegaram a Roma quase ao mesmo tempo em que seus enviados retornavam de Cartago, trazendo a mensagem de que os cartagineses não respeitariam qualquer tratado entre Roma e Sagunto.
Os cartagineses negaram haver ofensa contra Roma, a existência de tratado com Sagunto, assim como esta seria sua área de influência. Recusaram-se a entregar Aníbal, perguntando então aos enviados romanos qual seria sua intenção. Fábio, o líder da delegação, pediu que escolhessem: "Paz ou guerra?". Após consultar o Senado, o mais velho dos dois sufetas disseram aos romanos que eles próprios tomassem a decisão. Quando Fábio disse "Guerra", os cartagineses responderam "Aceitamos!". Sendo assim declarada a Segunda Guerra Púnica, ou a guerra anibálica.